# المركوز
المركوز قرية صغيرة شمال السعودية يبلغ عدد سكانها ثلاث الاف نسمه وتقع في منطقة الحدود الشمالية، وتبعد عن رفحاء حوالي 100 كم غرباً وفيها مدرسة ابتدائية ومتو سطة وثانوية للبنين ومدرسة ابتدائية ومتوسطة وثانوية للبنات وفيها كذلك مستوصف ودوائر حكومية مثل الشرطة والدفاع المدني والهلال الأحمر، وتعتبر مقصداً من جميع أهل المواشي والكشاته في فصلي الشتاء والربيع حيث تصبح القرية مملؤه بالخضار، وهي شديدة البرودة في فصل الشتاء وشديدة الحر في فصل الصيف.